# Monte Lu

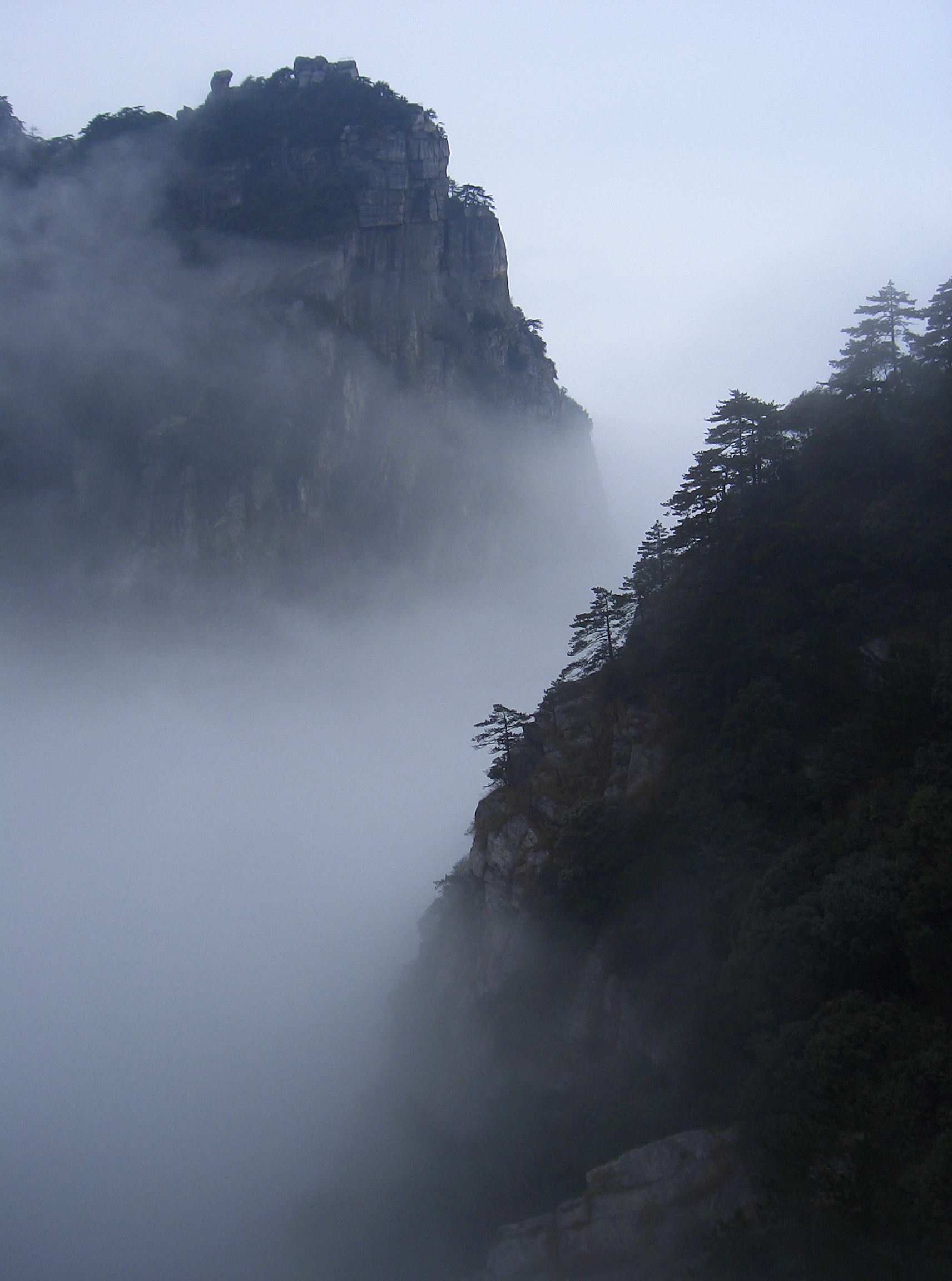
Monte Lu

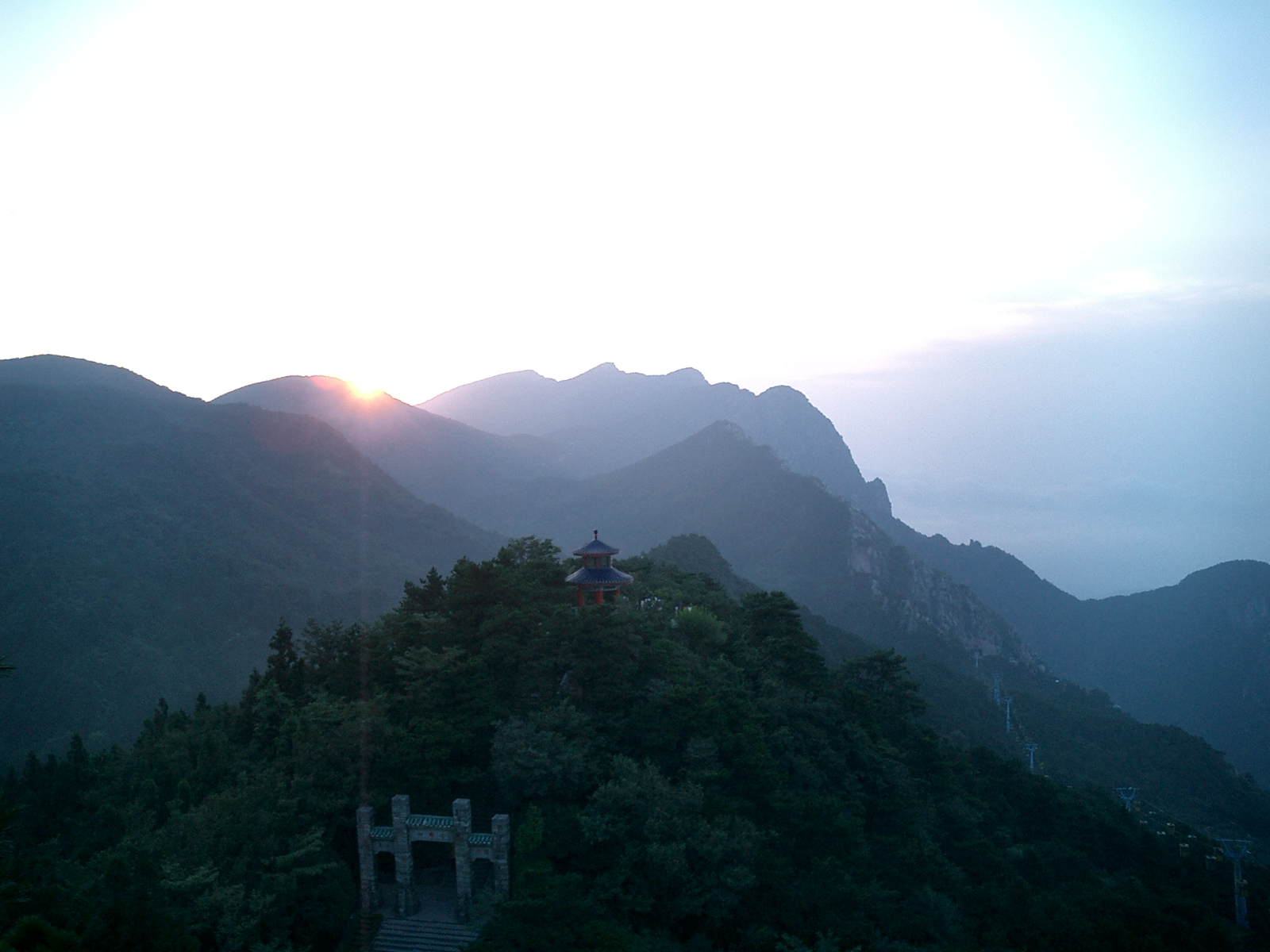
Il Monte Lu all'alba

Monte Lú (廬山T, 庐山S, anche Lúshān o Monte Lushan) è una montagna della Repubblica Popolare Cinese situata nell'omonimo distretto, a sud della città Jiǔjiāng (九江) nella provincia di Jiangxi (江西, Jiāngxī), vicina al Lago Poyang (鄱阳湖, Póyáng Hú).

## Storia
La vetta più alta della montagna è il Picco di Dàhànyáng (大汉阳峰, a 1 500 metri sul livello del mare), il Monte Lú è tuttavia cosparso di innumerevoli vette che sfumano tra le nuvole, luogo di paesaggi incantati (山水, shān shuǐ, lett. montagne e acque) dipinti nel corso dei secoli dai pittori tradizionali. Il suo nome, Lú, lo si deve, secondo il letterato Lí Dàoyuán (酈道元, 466-527) ad un eremita di nome Lu Shu che vi avrebbe vissuto durante la dinastia Zhou (1122-256 a.C.). La divinità a cui era legata la montagna (山神 shān shēn) viveva invece, secondo le leggende, nel vicino Lago Poyang ed era in grado, sempre per Lí Dàoyuán, di dividere i venti e di aiutare i marinai che navigavano sul lago. Ciononostante sul Monte Lu vivevano anche numerosi demoni il principale dei quali era Huángfù (黃父, Padre giallo) causa di epidemie. Secondo le Libro degli Han posteriori (后汉书, pinyin: Hòuhànshū, 25-220), un monaco daoista, Luan Ba, che possedeva i poteri per dominare i demoni, punì gli stregoni e distrusse i luoghi "superstiziosi", da quel momento più nessuna epidemia si diffuse nei dintorni del monte. Secondo il Gāosēng zhuàn (高僧傳, Cronache di monaci eminenti, T.D. n.2059, composto sotto la dinastia Liang: 502-57, vedi Shǐchuánbù) ci narra che, durante il regno di Húandì (桓帝, conosciuto anche come 劉志, Liúzhì, regno: 146-67), Ān Shìgāo (安世高, vissuto nel II sec.), monaco buddista di origine persiana, risiedette sul Monte Lú dove scoprì il vero volto della divinità della montagna che corrispondeva a quella di un pitone (cin. 蟒 mǎng), frutto della rinascita di un monaco budhista schiavo della sua collera.
Alle pendici Nordoccidentali della montagna fu eretto, nel 384 da Huìyuan (慧遠, 334-416), il monastero buddista di Dōnglín (東林) che ospitò, tra gli altri, a partire dal 397 il monaco traduttore Dàoshēng (道生, 355 – 434) che vi morì nel 434. Nel 410, il monaco indiano Buddhabhadra (359-429) invitato in Cina da Fǎxiǎn (法賢, 340-418) ma allontanato da Chang'an dal gruppo di discepoli di Kumārajīva (344-413), fu ospitato a Dōnglín, dove restò fino al 413 e dove tradusse un testo sul dhyāna  (cin. 禪那 chánnà) opera del suo maestro Buddhasena.
Il Monte Lú fu luogo di eremitaggio di numerosi monaci daoisti e, soprattutto, buddisti. Nei templi buddisti eretti su questa montagna soggiornarono numerosi maestri di varie scuole buddiste cinesi. Tra questi vanno ricordati, oltre Huìyuan anche i patriarchi Tiāntái Zhìyǐ (智顗, 538-597), Guàndǐng (灌頂, 561-632) e il maestro della stessa scuola Zhìkǎi (智鎧, 533-610). Qui avvenne l'incontro tra il quarto patriarca del Buddismo Chán, Dàoxìn (道信, 580 - 651; già discepolo di Zhìkǎi) e il terzo patriarca Chán Sēngcàn (僧璨, ?-606).
Il Parco nazionale di Lúshān è un Patrimonio dell'umanità dell'UNESCO.

## Curiosità
Nell'anime I Cavalieri dello Zodiaco il Monte Lu è il luogo d'addestramento di uno dei protagonisti, Sirio il Dragone, nonché casa del suo maestro. Il sito è chiamato Cinque Picchi nella versione italiana.